# Världsmästerskapen i short track 2018
Världsmästerskapen i short track 2018 arrangerades i Montréal i Kanada mellan den 16 och 18 mars 2018.
Hemmafavoriten Charles Hamelin tog hem totalsegern på herrsidan och sydkoreanskan Choi Min-jeong vann damernas titel.

## Medaljörer

### Damer
| Gren                 | Guld                                                               | Silver                                                                            | Brons                                                                                  |
| Totalseger           | Choi Min-jeong (KOR)                                               | Shim Suk-hee (KOR)                                                                | Li Jinyu (CHN)                                                                         |
| 500 meter            | Choi Min-jeong (KOR)                                               | Natalia Maliszewska (POL)                                                         | Qu Chunyu (CHN)                                                                        |
| 1 000 meter          | Shim Suk-hee (KOR)                                                 | Sofia Prosvirnova (RUS)                                                           | Li Jinyu (CHN)                                                                         |
| 1 500 meter          | Choi Min-jeong (KOR)                                               | Shim Suk-hee (KOR)                                                                | Kim Boutin (CAN)                                                                       |
| 3 000 meter          | Choi Min-jeong (KOR)                                               | Li Jinyu (CHN)                                                                    | Kim A-lang (KOR)                                                                       |
| 3 000 meter, stafett | Korea Choi Min-jeong Kim A-lang Kim Ye-jin Lee Yu-bin Shim Suk-hee | Nederländerna Suzanne Schulting Yara van Kerkhof Lara van Ruijven Rianne de Vries | Kanada Kim Boutin Kasandra Bradette Jamie Macdonald Valérie Maltais Marianne St-Gelais |

### Herrar
| Gren                 | Guld                                                                 | Silver                                                            | Brons                                                                  |
| Totalseger           | Charles Hamelin (CAN)                                                | Shaolin Sándor Liu (HUN)                                          | Hwang Dae-heon (KOR)                                                   |
| 500 meter            | Hwang Dae-heon (KOR)                                                 | Ren Ziwei (CHN)                                                   | Semjon Jelistratov (RUS)                                               |
| 1 000 meter          | Charles Hamelin (CAN)                                                | Lim Hyo-jun (KOR)                                                 | Sjinkie Knegt (NED)                                                    |
| 1 500 meter          | Charles Hamelin (CAN)                                                | Lim Hyo-jun (KOR)                                                 | Semjon Jelistratov (RUS)                                               |
| 3 000 meter          | Shaolin Sándor Liu (HUN)                                             | Xu Hongzhi (CHN)                                                  | Semjon Jelistratov (RUS)                                               |
| 5 000 meter, stafett | Korea Hwang Dae-heon Kim Do-kyoum Kwak Yoon-gy Lim Hyo-jun Seo Yi-ra | Kanada Charle Cournoyer Pascal Dion Samuel Girard Charles Hamelin | Japan Ryosuke Sakazume Kazuki Yoshinaga Keita Watanabe Hiroki Yokoyama |

## Medaljtabell
| Pl.    | Nation        | Guld | Silver | Brons | Totalt |
| ------ | ------------- | ---- | ------ | ----- | ------ |
| 1      | Sydkorea      | 8    | 4      | 2     | 14     |
| 2      | Kanada        | 3    | 1      | 2     | 6      |
| 3      | Ungern        | 1    | 1      | 0     | 2      |
| 4      | Kina          | 0    | 3      | 3     | 6      |
| 5      | Ryssland      | 0    | 1      | 3     | 4      |
| 6      | Nederländerna | 0    | 1      | 1     | 2      |
| 7      | Polen         | 0    | 1      | 0     | 1      |
| 8      | Japan         | 0    | 0      | 1     | 1      |
| Totalt | Totalt        | 12   | 12     | 12    | 36     |